# Lust Lust Lust
| Оценки критиков  | Оценки критиков |
| Источник         | Оценка |
| ---------------- | --- |
| Metacritic       | 72 / 100 |
| AllMusic         | 4 из 5 звёзд · 4 из 5 звёзд · 4 из 5 звёзд · 4 из 5 звёзд · 4 из 5 звёзд                                                                                      |
| Drowned In Sound | 7 из 10 звёзд · 7 из 10 звёзд · 7 из 10 звёзд · 7 из 10 звёзд · 7 из 10 звёзд · 7 из 10 звёзд · 7 из 10 звёзд · 7 из 10 звёзд · 7 из 10 звёзд · 7 из 10 звёзд |
| The Guardian     | 4 из 5 звёзд · 4 из 5 звёзд · 4 из 5 звёзд · 4 из 5 звёзд · 4 из 5 звёзд                                                                                      |
| NME              | 8 из 10 звёзд · 8 из 10 звёзд · 8 из 10 звёзд · 8 из 10 звёзд · 8 из 10 звёзд · 8 из 10 звёзд · 8 из 10 звёзд · 8 из 10 звёзд · 8 из 10 звёзд · 8 из 10 звёзд |
| Pitchfork Media  | 7.4 / 10 |
| Rolling Stone    | 4 из 5 звёзд · 4 из 5 звёзд · 4 из 5 звёзд · 4 из 5 звёзд · 4 из 5 звёзд                                                                                      |
| Spin             | 4 из 5 звёзд · 4 из 5 звёзд · 4 из 5 звёзд · 4 из 5 звёзд · 4 из 5 звёзд                                                                                      |
| URB              | 3,5 из 5 звёзд · 3,5 из 5 звёзд · 3,5 из 5 звёзд · 3,5 из 5 звёзд · 3,5 из 5 звёзд                                                                            |

Lust Lust Lust (с англ. — «Похоть, похоть, похоть») — третий студийный альбом группы The Raveonettes, выпуск состоялся 12 ноября 2007 года в Великобритании и 19 февраля 2008 года в США, с бонус-треками.
Альбом не мог претендовать на чарты Великобритании, поскольку оба физических формата содержали 3D-очки.

## Об альбоме
Альбом был записан Шэрин Фу и Суне Роуз Вагнером в Копенгагене, Нью-Йорке и Лос-Анджелесе в студии Once Was. Музыканты решили не приглашать дополнительный персонал на запись в студию. Участники группы использовали драм-машину вместо настоящих барабанов таким образом записав большинство басовых и негитарных звуков с помощью клавишных. Над сведением пластинки трудился Крис Янг в студии Нью-Йорка Super-Ego Productions при непосредственном участии группы The Raveonettes. Над мастерингом релиза работала Эмили Лазар в своей нью-йоркской студии The Lodge которой ассистировал Джо ЛаПорта. Примечательно что дизайн альбома был выполнен весьма необычно так релиз включал в себя диджипак с 3D-изображениями, сложенный лист с текстами песен и 3D-очки. Оформление принадлежит Джесс Андерсен, Йонас Хекшеру и фотографу Сёрен Солкэру по прозвищу «Starbird».

## Критика
После выхода альбом получил в целом положительные отзывы. На Metacritic, который присваивает нормируемый рейтинг из 100 обзоров основных критиков, альбом получил средний балл 72, на основе 29 рецензий, что соотносится как «В целом благоприятный отзыв».
С момента выхода Суне Роуз Вагнер заявил, что альбом является любимым релизом The Raveonettes, отметив: «Я просто думаю, что [Lust Lust Lust] — наша самая сильная работа на сегодняшний день. Все песни в действительности очень хороши, звук попросту сливается друг с другом. Это также супер минималистично, то как мы его записали, но в то же время так наполнено».

## Список композиций
Слова и музыка всех песен — написаны Суне Роуз Вагнером.
| №                   | Название              | Длительность |
| ------------------- | --------------------- | ------------ |
| 1.                  | «Aly, Walk with Me»   | 4:58         |
| 2.                  | «Hallucinations»      | 2:59         |
| 3.                  | «Lust»                | 3:36         |
| 4.                  | «Dead Sound»          | 3:32         |
| 5.                  | «Black Satin»         | 2:39         |
| 6.                  | «Blush»               | 3:17         |
| 7.                  | «Expelled From Love»  | 3:15         |
| 8.                  | «You Want the Candy»  | 3:07         |
| 9.                  | «Blitzed»             | 3:03         |
| 10.                 | «Sad Transmission»    | 3:08         |
| 11.                 | «With My Eyes Closed» | 3:31         |
| 12.                 | «The Beat Dies»       | 3:43         |
| Общая длительность: | Общая длительность:   | 40:48        |

| №                   | Название                 | Длительность |
| ------------------- | ------------------------ | ------------ |
| 13.                 | «Honey, I Never Had You» | 3:12         |
| 14.                 | «My Heartbeat's Dying»   | 2:59         |
| 15.                 | «Forever in Your Arms»   | 2:53         |
| Общая длительность: | Общая длительность:      | 9:04         |

| №                   | Название                 | Длительность |
| ------------------- | ------------------------ | ------------ |
| 13.                 | «My Heartbeat's Dying»   | 2:59         |
| 14.                 | «Honey, I Never Had You» | 3:12         |
| Общая длительность: | Общая длительность:      | 6:11         |

| №                   | Название                            | Длительность |
| ------------------- | ----------------------------------- | ------------ |
| 13.                 | «My Heartbeat's Dying»              | 2:59         |
| 14.                 | «Honey, I Never Had You»            | 3:12         |
| 15.                 | «Dead Sound» (Pets On Prozac Remix) | 4:23         |
| Общая длительность: | Общая длительность:                 | 10:34        |

| №                   | Название                                | Длительность |
| ------------------- | --------------------------------------- | ------------ |
| 13.                 | «My Heartbeat's Dying»                  | 2:59         |
| 14.                 | «Honey, I Never Had You»                | 3:12         |
| 15.                 | «Aly, Walk with Me» (Obi Blanche Remix) | 3:45         |
| Общая длительность: | Общая длительность:                     | 9:56         |

| №   | Название               | Длительность |
| --- | ---------------------- | ------------ |
| 1.  | «Aly, Walk with Me»    | 4:58         |
| 2.  | «Hallucinations»       | 2:59         |
| 3.  | «Lust»                 | 3:38         |
| 4.  | «Dead Sound»           | 3:33         |
| 5.  | «Black Satin»          | 2:39         |
| 6.  | «Blush»                | 3:17         |
| 7.  | «Expelled From Love»   | 3:15         |
| 8.  | «My Heartbeat's Dying» | 3:02         |
| 9.  | «You Want the Candy»   | 3:07         |
| 10. | «Blitzed»              | 3:03         |
| 11. | «Sad Transmission»     | 3:08         |
| 12. | «With My Eyes Closed»  | 2:36         |
| 13. | «The Beat Dies»        | 3:57         |

## Участники записи
| - Суне Роуз Вагнер — запись, сведение. - Шэрин Фу — сведение, запись. - Крис Янг — сведение. - Эмили Лазар — мастеринг. | - Джо ЛаПорта — ассистент мастеринга. - Джесс Андерсен — дизайн. - Йонас Хекшер — дизайн. - Сёрен «Starbird» Солкэр — фотограф. |